# Alain Gerbault

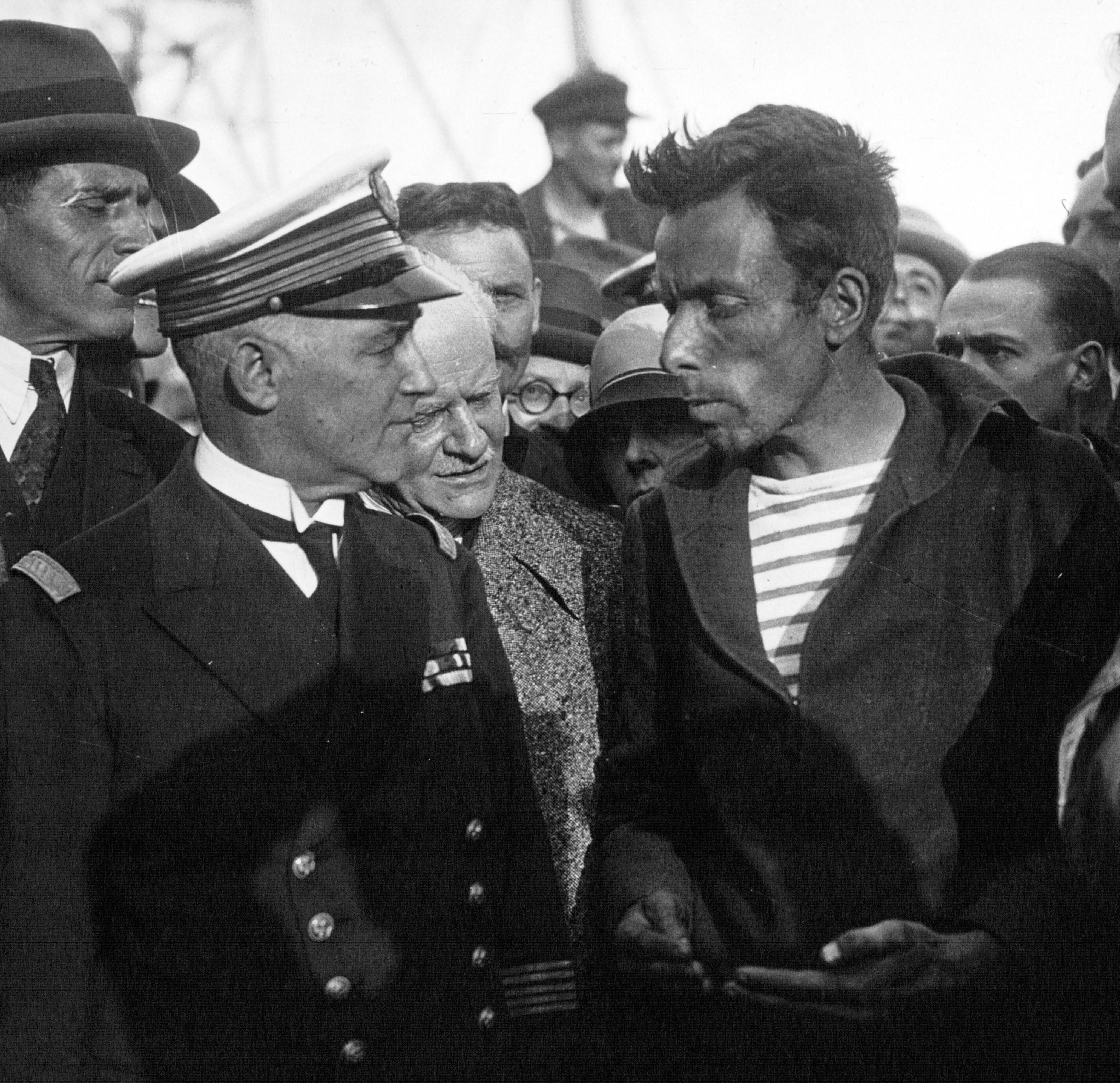
Alain Gerbault (rechts in 1929)

Alian Gerbault (Laval, Frankrijk, 17 november 1893 – Dili (stad), 16 december 1941) was een Frans zeiler en tennisser.

## Eerste Wereldoorlog
Gerbault stamde uit een familie van welgestelde industriëlen. Hij werd geboren en groeide op in Laval, in het West-Franse departement Mayenne. Later studeerde hij verder in Parijs aan de École Nationale des Ponts et Chaussées en behaalde het diploma van burgerlijk ingenieur.
In de Eerste Wereldoorlog diende hij als vrijwilliger bij de luchtvaart. Hij bleek een voortreffelijk piloot met een behoorlijk tactisch en wetenschappelijk inzicht in luchtgevechten. Met enkele vrienden maakte hij plannen om na de oorlog de wereldzeeën te gaan bezeilen. Helaas kwamen zij om in de gevechten.
Na de oorlog startte hij, zonder succes, een eigen onderneming. Hij won ondertussen wel enige prijzen in tennistoernooien. Ten slotte besloot hij om de plannen die hij smeedde tijdens de oorlog uit te voeren en startte een zoektocht naar een geschikt jacht. Door een tennistoernooi kwam hij in 1921 in Engeland terecht.

## De Oversteek
In Southampton liep hij tegen een oude dagzeiler, de Firecrest, uit 1892 en kocht haar. De boot was wel robuust, maar eigenlijk niet uitgerust voor lange reizen. Door de tuigage kon de boot moeilijk 'single handed' worden gevaren.
Na een korte opleiding op de Middellandse Zee maakte hij in 1923 via Gibraltar de oversteek van de Atlantische Oceaan om in New York uit te komen. De reis duurde 101 dagen. Dit was behoorlijk lang en te wijten aan de beperkingen en gebreken van de boot en het gebrek aan nautische kennis van Gerbault. Zijn ervaringen stelde hij te boek ("the fight of the Firecrest") en verwierf zo enige faam. Hij liet de Firecrest achter en reisde terug naar Frankrijk. Hij vertelde er over zijn reizen en werd zozeer beroemd en bewonderd dat hij het Legioen van Eer ontving. 
In september 1923 hervatte hij zijn reis vanuit New York. In april 1924 arriveerde hij in Panama. Hij nam deel aan het nationale tenniskampioenschap dat hij won. Vervolgens zette hij zijn reis verder via het Panamakanaal, de Galapagoseilanden en Tahiti.

## Polynesië
Op Polynesië bestudeerde hij de geschiedenis en de geografie. Gefascineerd door de geschiedenis van de eilanden besloot hij hun talen te leren. Hij steunde de protesten van de lokale bevolking tegen de Europese kolonisator. In Europa was men immers van mening dat de lokale tradities moesten verdwijnen. Hij raakte bekend als voorvechter van de rechten van de inwoners.
Gerbault spande zich in om op elk van zijn haltes de plaatselijke tradities nieuw leven in te blazen. Hij vocht tegen het verbod van de Kerk en de Franse Administratie op de lokale dansen en gezangen. In de strijd tegen het alcoholisme leerde hij de bewoners sporten en voetballen.
Op 21 mei 1926 hervatte hij zijn zeiltocht en zette koers naar Bora Bora. Door een storm liep zijn schip zware averij op. Gedurende het herstel verrichtte hij tal van etnologische en taalkundige onderzoeken.
Eind 1927 verliet Gerbault Bora Bora en bereikte via de Straat Torres de Indische Oceaan. Om zijn reis bezocht hij Mauritius, Madagaskar en arriveerde tegen Kerstmis 1927 in Durban. Via Kaap de Goede Hoop en Sint-Helena bereikte hij na een lange tocht de Azoren en uiteindelijk arriveerde hij terug in Frankrijk, in Le Havre in 1929.
De zee en haar eilanden lieten hem niet meer los. Dankzij de auteursrechten op zijn boeken kon hij een nieuw schip, de "Alain Gerbault", bestellen en in 1932 vertrok hij opnieuw naar Polynesië. In 1933 bereikte hij de Marquesaseilanden. Een jaar later arriveerde hij op Tuamotu en in 1935 opnieuw op Tahiti. Hij toerde van eiland tot eiland en verdween uit de publieke belangstelling. In de boeken die hij ondertussen schreef, stelde hij de moderne westerse levensstijl steeds meer in vraag. 
Negen jaar zou hij in het Stille Oceaangebied blijven. 

## Tweede Wereldoorlog
Bij het uitbreken van de Tweede Wereldoorlog werd hij verplicht om Frans-Polynesië te verlaten. Hij koos overtuigd partij voor Maarschalk Pétain in juli en augustus van 1940 (Vichy-regime). De strijd om de Franse zaak, het vrije (Zuid-)Frankrijk en de 5 kolonies (waaronder Madagaskar) deden hem beslissen om opnieuw zee te kiezen. 
Hij doolde bijna wanhopig in de Stille Oceaan om het oorlogsgeweld te ontlopen. Fysiek en mentaal uitgeput (ook door alcoholmisbruik!) bereikte hij Samoa en reisde verder naar Tonga en Timor. Timor was voor de helft in Portugese handen en daardoor neutraal. 
In 1941, in Dili, Oost-Timor overleed hij ten slotte, uitgeput, na vergeefse pogingen om de zee te overwinnen, aan malaria.
In 1949 werd zijn as door het 'Aviso Colonial do Francesco Ganier' overgebracht naar Bora Bora. Zoals hij het had gevraagd in zijn laatste wilsbeschikking. 
Gerbault leidde een leven volgens idealen die zijn tijd ver vooruit waren.

## Over de Firecrest
De Firecrest was een zelflozend jacht met een luik vooraan en twee daklichten. Verder was er nog een bergplaats om de zeilen in op te bergen en een canvas bijbootje dat opgevouwen op het voordek lag.
De boot werd door P.T. Harris in Rowhedge, Essex, in 1892 gebouwd naar een ontwerp van Dixon Kemp. De totale lengte (overall) bedroeg 12,5 m (39 voet) en 10 m. op de waterlijn, de breedte nog geen 2,5 m (7 voet). De loden kiel woog 3,5 ton en verder was er nog eens 3 ton ballast op de bodem van het ruim gelegd.
Het jacht was gebouwd uit eik en teak. Het ruim was opgedeeld in een vooronder, de 'saloon' en een achterhut. Hier hingen 2 britsen met een bergruimte eronder. Verder was er een wasbak en een kleine watertank. In de saloon was een paraffine-fornuisje aanwezig dat cardanisch was opgehangen. Vooraan bevonden zich nog 2 watertanks.
Het jacht was kottergetuigd omdat dat voor hem de makkelijkste manier was om het te zeilen.

## Publicaties
In het Nederlands:
- Alleen in een zeilboot over den Atlantischen Oceaan, Scheltens en Giltay, Amsterdam
- Met mijn zeilboot de aardbol rond - 40.000 mijl alleen op zee, Scheltens en Giltay, Amsterdam, 1965.
- Mijn zwerftochten met de Firecrest, Scheltens en Giltay, Amsterdam

In het Frans:
- Seul à travers l'Atlantique, Grasset, 1925. Témoignage du navigateur français sur sa traversée de l'Atlantique en solitaire
- A la poursuite du soleil, journal de bord. De New York à Tahiti, Grasset, 1929 (préface de J.B. Charcot)
- Sur la route du retour Journal de bord II de Tahiti vers la France, Grasset, 1929
- En marge des traversées : l'évangile du soleil, Fasquelle, 1932
- Iles de beauté, Gallimard, 1943
- Un paradis se meurt, Self, 1949
- Mon bateau l'Alain Gerbault, Amiot-Dumont, 1952
- O.Z.Y.U. Dernier journal, Grasset, 1952

In het Engels:
- The fight of the Firecrest: The record of a lone-hand cruise from East to West across the Atlantic, Alain Gerbault. D. Appleton, 1926.
- In quest of the sun: The journal of the "Firecrest", Alain Gerbault. Hodder and Stoughton, 1929.
- The gospel of the sun, Alain Gerbault. Hodder and Stoughton, 1933.